# فيرونيكا أفيلا
فيرونيكا أفيلا (بالإسبانية: Verónica Ávila)‏ (22 أبريل 1980 بمدريد في إسبانيا - ) هي لاعبة كرة قدم إسبانية في مركز الدفاع. لعبت مع أتلتيكو مدريد للسيدات وRayo Vallecano Femenino ‏ وAD Torrejón CF (women) ‏ وCD Oroquieta Villaverde ‏ ونادى استوديانتس دى ويلفا للسيدات لكرة القدم.